# Богданов, Николай Дмитриевич
Николай Дмитриевич Богданов (1920—1945) — подполковник Рабоче-крестьянской Красной Армии, участник Великой Отечественной войны, Герой Советского Союза (1943).

## Биография
Николай Богданов родился 27 апреля 1920 года в селе Любимовка (ныне — Днепровский район Днепропетровской области Украины) в семье крестьянина. Получил среднее образование, после чего работал чертёжником, проживал в Ташкенте. В 1938 году был призван на службу в Рабоче-крестьянскую Красную Армию Днепропетровским районным военным комиссариатом Украинской ССР. В 1940 году он окончил Киевское артиллерийское училище. В 1941 году вступил в ВКП(б). С июля 1941 года — на фронтах Великой Отечественной войны. К сентябрю 1943 года майор Николай Богданов командовал дивизионом 34-го гвардейского артиллерийского полка 6-й гвардейской стрелковой дивизии 13-й армии Центрального фронта. Отличился во время освобождения Украины.
12-14 сентября 1943 года Богданов поддерживал артиллерийским огнём стрелковые подразделения, атакующие опорные пункты немецких войск в сёлах Комаровка и Евлашовка Борзнянского района Черниговской области. 19-29 сентября Богданов умело организовал форсирование рек Десна, Днепр и Припять на плотах, изготовленных из подручных средств. Участвовал в боях за плацдармы на западных берегах этих рек, нанеся большой урон противнику.
Указом Президиума Верховного Совета СССР от 16 октября 1943 года за «образцовое выполнение боевых заданий командования на фронте борьбы с немецко-фашистскими захватчиками и проявленные при этом мужество и героизм» гвардии майор Николай Богданов был удостоен высокого звания Героя Советского Союза с вручением ордена Ленина и медали «Золотая Звезда» за номером 1801.
31 января 1945 года во время боёв за освобождение Польши командир 255-го истребительно-противотанкового артиллерийского полка 11-й гвардейской истребительно-противотанковой артиллерийской бригады гвардии подполковник Николай Богданов погиб в бою. Был похоронен на центральном кладбище Львова, впоследствии его прах был перезахоронен в родном селе.
Был также награждён двумя орденами Красного Знамени, орденами Александра Невского, Отечественной войны 1-й степени, Красной Звезды, «Знак Почёта», а также рядом медалей. В честь Героя Советского Союза Богданова названа улица в его родном селе.